# Lijst van Vlaamse schrijvers
Hieronder staat een alfabetische lijst van in het Nederlands schrijvende Vlaamse schrijvers en schrijfsters. Dit kunnen schrijvers van romans zijn, maar ook bijvoorbeeld dichters.
Bij auteurs die onder pseudoniem publiceerden staat de werkelijke naam tussen haakjes vermeld.
Omdat het om Vlaamse auteurs gaat, wordt hier de gewoonte gevolgd om partikels bij de achternaam te rekenen. Herman de Coninck staat dus gerangschikt onder de D, niet onder de C.

## A
- Frank Adam
- Georges Adé
- Jef Aerts
- Albe (Renaat Joostens)
- Hilaire Allaeys
- Johan Anthierens
- Pieter Aspe (Pierre Aspeslagh)
- Fernand Auwera (Fernand Van der Auwera)

## B
- Anne Baaths
- Herman Baccaert
- Lode Baekelmans
- Paul Baeten Gronda
- Johan Ballegeer
- Benny Baudewyns
- Christiane Beerlandt
- Els Beerten
- Marie-Elisabeth Belpaire
- J.M.H. Berckmans
- Anton Bergmann
- Aster Berkhof (Lode Van den Bergh)
- Marcel Bernaer
- Patrick Bernauw
- Dominique Biebau
- Thomas Blondeau
- Paul Bogaert
- Steven Bogaerts
- Christine Bols
- Fernand Bonneure
- Jozef Boon
- Louis Paul Boon
- Dirk Bracke
- Mark Braet
- Stefan Brijs
- Diane Broeckhoven
- Paul Brondeel
- Herman Brusselmans
- Raymond Brulez
- Liane Bruylants
- Geert Buelens
- Gaston Burssens
- Hubert Buyle
- Cyriel Buysse
- Leonard Buyst

## C
- Karel Callebert
- Hendrik Carette
- Dimitri Casteleyn
- Ben Caudron
- Ernest Claes
- Paul Claes
- Hugo Claus
- Patrick Conrad
- Hendrik Conscience
- Marcel Coole
- Patrick Cornillie
- Mireille Cottenjé
- Jo Claes
- Toni Coppers

## D
- Jan Emiel Daele
- Frank Daelemans
- Frederik Willem Daem
- Geertrui Daem
- Johan Daisne (Herman Thiery)
- Jan Baptist David
- Marc de Bel
- Eugeen De Bock
- Emmanuel de Bom
- Johan de Boose
- Steven Debroey
- Lieven De Cauter
- René De Clercq
- Jozef De Cock
- Herman de Coninck
- Saskia De Coster
- Ann De Craemer
- Wally De Doncker
- Vic De Donder
- Luc Deflo
- Edmond de Goeyse
- Herman De Jonghe
- Geert De Kockere
- Eric de Kuyper
- Omer Karel De Laey
- Patricia De Landtsheer
- Bram Dehouck
- Ary Delen
- Jozef Deleu
- Patricia De Martelaere
- André Demedts
- Rita Demeester
- Paul de Mont
- Bart Demyttenaere
- Gerda Dendooven
- Josse De Pauw
- Valère Depauw
- Paul de Pessemier 's Gravendries
- Frans Depeuter
- Filip De Pillecyn
- André de Ridder (auteur)
- Jan de Roek
- Sophie De Schaepdrijver
- Michiel de Swaen
- Jozef De Voght
- Luc Devoldere
- Hans Devroe
- Paul de Wispelaere
- Dirk De Witte
- Johan Deseyn
- Bernard Dewulf
- Christine D'haen
- Koen D'haene
- Bavo Dhooge
- Guy Didelez
- Lodewijk Dosfel
- Paul Douliez
- Jaak Dreesen
- Charles Ducal (Frans Dumortier)
- Gaston Duribreux
- Gaston Durnez

## E
- Constant Eeckels
- Joris Eeckhout
- Bettie Elias
- Willem Elsschot (Alfons de Ridder)

## F
- Anja Feliers
- Tim Foncke
- Ed Franck
- Jules Frère

## G
- Jef Geeraerts
- Guido Gezelle
- Marnix Gijsen (Jan Alfons Albert Gooris)
- Maurice Gilliams
- Gust Gils
- Jo Gisekin (Leentje Vandemeulebroecke)
- Luuk Gruwez
- Blanka Gyselen

## H
- Jan Hammenecker
- Robin Hannelore (August Obbels)
- Mel Hartman
- Gery Helderenberg (Hubert Buyle)
- Kristien Hemmerechts
- Wilfried Hendrickx
- Raymond Herreman
- Stefan Hertmans
- Emmanuel Hiel
- Gil vander Heyden
- Guido van Heulendonk
- Anne-Marie Hooyberghs
- Pol Hoste
- Leen Huet

## I
- Daan Inghelram

## J
- Henri-Floris Jespers
- Alfons Jeurissen
- Karel Jonckheere
- Renaat Joostens

## K
- Jan Keppens
- Paul Kempeneers
- Paul Kenis
- Paul Koeck
- C.C. Krijgelmans
- Paul Kustermans

## L
- Gie Laenen
- Patrick Lagrou
- Hubert Lampo
- Rachida Lamrabet
- Ron Langenus
- Tom Lanoye
- Pieter Lansens
- Patricia Lasoen
- Ruth Lasters
- Stan Lauryssens
- Dirk Lauwaert
- Frank Lateur
- Patrick Lateur
- Ghislain Laureys
- Anna Lauwaert
- Guido Lauwaert
- Lod. Lavki
- Paul Lebeau
- Karel Lodewijk Ledeganck
- Cor Ria Leeman (Corneel van Kuyck)
- Gonda Lesaffer
- Geert Libeer
- Aloka Liefrink
- Theo Lindekruis
- René Felix Lissens
- Virginie Loveling

## M
- Elisabeth Marain
- Gaston Martens
- Mathilda Masters (Hilde Smeesters)
- Marcel Matthijs
- Hugo Matthysen
- Mark Meekers (Marcel Rademakers)
- René Melis
- Bob Mendes
- Paul Mennes
- Maria Messens
- Bart Meuleman
- Ivo Michiels
- Eric Min
- Brigitte Minne
- Richard Minne
- Wies Moens
- Bert Moerman
- Bart Moeyaert
- Erwin Mortier
- Jean-Paul Mulders
- Achilles Mussche
- Wesley Muyldermans

## N
- Tom Naegels
- Alice Nahon
- Joris Note
- Dirk Nielandt

## O
- Jeroen Olyslaegers
- Griet Op de Beeck
- Johan Op de Beeck

## P
- Marc Pairon
- Elvis Peeters
- Koen Peeters
- Marnix Peeters
- Bert Peleman
- Hugues C. Pernath
- Jules Persyn
- Yves Petry
- Maria Petyt
- Jos Pierreux
- Leo Pleysier
- Hector Plancquaert
- Frank Pollet
- Hendrik Prijs
- Anne Provoost

## R
- Marcel Rademakers
- Hugo Raes
- Mathilda Ramboux
- Brigitte Raskin
- Lieven Rens
- Léonce Reypens
- Piet Reynders
- Eric Rinckhout
- Daniël Robberechts
- Albrecht Rodenbach
- Maurice Roelants
- Pjeroo Roobjee
- Maria Rosseels
- Ward Ruyslinck (Raymond de Belser)

## S
- Maurits Sabbe
- Yves Saerens
- Arnold Sauwen
- Aline Sax
- Clem Schouwenaars
- Karel Sergen (Karel Segers)
- Herman Servotte
- Jozef Simons
- Dave Sinardet
- Domien Sleeckx
- René Swartenbroekx
- Ernest-Willem Schmidt
- August Snieders
- Paul Snoek
- Rudy Soetewey
- Walter Soethoudt
- Jonathan Sonnst
- Albert Speekaert
- Felix Sperans
- Werner Spillemaeckers
- Erik Spinoy
- Lize Spit
- Bart Stouten
- Stijn Streuvels (Frank Lateur)

## T
- Herman Teirlinck
- Peter Terrin
- Hilarion Thans
- Jeroen Theunissen
- Antoon Thiry
- Piet Thomas
- Mark Tijsmans
- Felix Timmermans
- Lia Timmermans
- Julia Tulkens

## U
- Urbanus

## V
- Kevin Valgaeren
- Piet Van Aken
- Marc van Alstein
- Dirk van Bastelaere
- Jan Van Beers
- Fernand Toussaint van Boelaere
- Stefaan Van Bossele
- Nic van Bruggen
- Gaston Van Camp
- August Van Cauwelaert
- August Vandekerkhove
- Jos Vandeloo
- Anton van de Velde
- Hedwig Van de Velde
- Ria Van de Ven
- Urbain Van de Voorde
- Karel van de Woestijne
- Joris Van den Brande
- Stefaan Van den Bremt
- Walter van den Broeck
- Jan van den Dale
- Karel van den Oever
- Jan van den Weghe
- Jan Van der Cruysse
- Jan van der Hoeven
- Jan A. Van Droogenbroeck
- Prudens van Duyse
- Gerda van Erkel
- Irina van Goeree
- Hubert van Herreweghen
- Albert Van Hoeck
- Guy van Hoof
- Frans Van Isacker
- Geert van Istendael
- Pieter Frans van Kerckhoven
- Valeer Van Kerkhove
- Corneel van Kuyck
- Stefaan Van Laere
- Prosper Van Langendonck
- Bart Van Loo
- Minus van Looi (Benjamin Vandervoort)
- Jan Van Loy
- Marcel van Maele
- Jan van Nijlen
- Paul van Ostaijen
- Monika van Paemel
- Julien Van Remoortere
- David Van Reybrouck
- Dirk Vansina
- Eddy van Vliet
- Anton van Wilderode
- Roger Vanderdonck
- Johan Vandevelde
- Firmin Van Hecke
- Kamiel Vanhole
- Jozef van Mierlo
- Theodoor Van Tichelen
- Christophe Vekeman
- Annelies Verbeke
- Dimitri Verbelen
- Kathleen Vereecken
- Kris Verburgh
- Paul Verhaeghen
- Peter Verhelst
- Dimitri Verhulst
- Raf Verhulst
- Paul Verhuyck
- Karel Verleyen
- René Vermandere
- Gustaaf Vermeersch
- Leopold Vermeiren
- Edward Vermeulen
- John Vermeulen
- Moniek Vermeulen
- August Vermeylen
- Eriek Verpale
- Hugo Verriest
- Cyriel Verschaeve
- Roel Verschueren
- Ivo Victoria
- Alex Vinck
- Cyriel Vlaminck
- Erik Vlaminck
- Michaël Volkaerts
- Veerle Vrindts

## W
- Aloïs Walgrave
- Gerard Walschap
- Omer Wattez
- Julien Weverbergh
- Jan Frans Willems
- Paul de Wispelaere

## X Y Z
- Lode Zielens
- Loekie Zvonik